# 迪朗克
迪朗克（法語：Durenque）是法国阿韦龙省的一个市镇，属于罗德兹区。该市镇2009年时的人口为524人。

## 人口
迪朗屈埃人口变化图示
| 数据来源：INSEE |